# Jasper Kerkhof
Jasper Kerkhof (Cuijk, 3 september 1975) is een Nederlandse acteur en een musicalacteur.
Kerkhof kreeg zanglessen van Kees Taal en Ineke van Doorn en volgde acteerworkshops bij onder anderen Judith Brokking van Gosschalk Trainingen en Hajo Bruins.
Hij werd in 2007 voor zijn rol in Chess beloond met een nominatie voor de John Kraaijkamp Musical Award voor Beste Mannelijke Hoofdrol In Een Grote Musicalproductie.
Samen met musicalacteur Kok-Hwa Lie vormt hij het duo Freaky Pudding dat zich bezighoudt met het schrijven van muziek (Jasper) en teksten (Kok-Hwa). Fready Pudding heeft al vele nummers opgenomen waarbij het materiaal uitgevoerd wordt door diverse musical artiesten.

## Musicals
| Productie                    | Rol                                                           | Jaar                             |
| ---------------------------- | ------------------------------------------------------------- | -------------------------------- |
| Doe Maar! (musical)          | Ensemble, cover Rob en Arent                                  | 2025 - heden                     |
| '40-'45, de Musical          | Ensemble, Mussert, cover Emiel & Leon                         | 2024 - 2025                      |
| Je Anne                      | Fritz Pfeffer                                                 | 2024                             |
| The Bodyguard (musical)      | Resident Director, understudy Frank Farmer                    | 2023                             |
| Tina: de Tina Turner musical | Phill Spector, Ensemble                                       | 2020 - 2022                      |
| Mamma Mia                    | Ensemble, understudy Sam, understudy Bart                     | 2018 - 2019                      |
| Ciske de Rat                 | Ensemble, Understudy Meester Bruijs                           | 2016 - 2017                      |
| Soldaat van Oranje           | Ensemble, understudy Victor, understudy Fred                  | 2013 - 2014                      |
| De Jantjes                   | Ome Gerrit                                                    | 2012 - 2013                      |
| De Zangeres, de musical      | Sjo Servaes en Johnny Hoes                                    | 2011 - 2012                      |
| Volendam, de musical         | Simon                                                         | 2010 - 2011                      |
| Into the Woods               | Bakker                                                        | 2010 (9 september t/m 4 oktober) |
| Love Me Tender               | Ensemble, understudy Chad                                     | 2009 - 2010                      |
| Sunset Boulevard             | Artie Green, understudy Joe Gillis                            | 2008 - 2009                      |
| Ciske de Rat                 | Ensemble, understudy Pater de Goey, 2de Understudy Cis de man | 2007 - 2008                      |
| Chess                        | Freddy Trumper                                                | 2006 - 2007                      |
| Jesus Christ Superstar       | Ensemble, understudy Petrus                                   | 2005 - 2006                      |
| Mamma Mia                    | Ensemble, understudy Sky                                      | 2003 - 2004                      |
| The Sound of Music           | SS officier, understudy Rolf Gruber                           | 2002 - 2004                      |